# Haagse Overeenkomst betreffende de internationale inschrijving van tekeningen of modellen van nijverheid
De Haagse Overeenkomst betreffende de internationale inschrijving van tekeningen of modellen van nijverheid, ook bekend als het Haagse systeem, is een internationaal verdrag. Het voorziet in een mechanisme voor de registratie intellectueel eigendom van industriële vormgeving in verschillende landen. Het systeem wordt beheerd door de Wereldorganisatie voor de Intellectuele Eigendom (WIPO).

## Instrumenten
De Haagse Overeenkomst bestaat uit verschillende afzonderlijke verdragen, waarvan de belangrijkste zijn: het Haags Akkoord van 1925, de Akte van Londen van 2 juni 1934, de Akte van Den Haag van 28 november 1960 (gewijzigd door de Akte van Stockholm) en de Akte van Genève van 2 juli 1999.
Een deel van de oudere aktes kwam te vervallen voor landen die erop volgende versies tekenden. Landen kunnen partij zijn van de Akte van Den Haag van 1960, de Wet van Genève van 1999 of beide. Aanvragers uit een land dat slechts één akte heeft ondertekend hebben alleen bescherming binnen het Haagse systeem in andere landen die voor dezelfde akte hebben getekend. De Europese Unie heeft alleen de Akte van Genève van 1999 ondertekend.